# Каракопа (Карабалыкский район)
Каракопа (каз. Қарақопа) — упразднённое село в Карабалыкском районе Костанайской области Казахстана. Исключено из учётных данных в 2023 году. Входило в состав Урнекского сельского округа. Код КАТО — 395053300.

## География
В 2 км к юго-западу от села расположено пересыхающее озеро Кансор.

## Население
В 1999 году население села составляло 163 человека (89 мужчин и 74 женщины). По данным переписи 2009 года, в селе проживало 113 человек (54 мужчины и 59 женщин).